# باتريك مولر
باتريك مولر (بالألمانية: Patrick Müller) (17 ديسمبر 1976 في جينيف) لاعب كرة قدم سويسري ذو أصول نمساوية يلعب حاليا لصالح نادي الدرجة الأولى موناكو الفرنسي وسويسرا في مركز قلب الدفاع.

## المسيرة الرياضية
بدأ مولر مسيرته الرياضية ناشئا في نادي ميرين المحلي سنة 1984 ثم انتقل إلى نادي سيرفيت سنة 1994. بعد أربع سنوات انتقل إلى نادي غراسهوبر زيورخ. استطاع أن يلفت انتباه نادي ليون الفرنسي مما دعاه للتعاقد معه في سنة 2000 حيث ساهم في الفوز ببطولة دوري الدرجة الأولى مرتين 2001-2002 و2002-2003. انتقل إلى نادي ريال مايوركا الإسباني في يناير 2004. انتقل إلى نادي بازل السويسري سنة 2005 وساهم في الفوز ببطولة دوري الدرجة الممتازة موسم 2005-2006. في نهاية ذلك الموسم عاد إلى نادي ليون وساهم في الفوز مجددا ببطولة دوري الدرجة الأولى موسمين متتاليين 2006-2007 و2007-2008. قرر نادي ليون عدم تجديد عقد مولر وبالتالي قرر الأخير في 31 أغسطس 2008 الموافقة على الانتقال إلى نادي موناكو الفرنسي.
شارك مولر في أول مباراة دولية مع منتخب سويسرا أمام منتخب أيرلندا الشمالية وديا في أبريل 1998 تحت قيادة المدرب غيلبيرت غريس. تحت قيادة المدرب كوبي كوهن استطاع أن يلعب دور بارز في تأهل منتخب سويسرا للمشاركة في بطولة كأس الأمم الأوروبية لكرة القدم 2004 و2008 التين أقيمتا في البرتغال وسويسرا والنمسا معا ولكنه خرج من الدور الأول وأيضا تأهل للمشاركة في بطولة كأس العالم لكرة القدم 2006 التي أقيمت في ألمانيا ووصل فيها إلى الدور الثمن النهائي حيث خسر من منتخب أوكرانيا بركلات الجزاء الترجيحية.

## الحياة الشخصية
مولر متزوج من كاتيا ولديه منها ابنة اسمها نورا (30 أبريل 2008) وابن اسمه دان (5 مارس 2006).

## روابط خارجية
- باتريك مولر على موقع الاتحاد الدولي (مؤرشف)  (الإنجليزية)
- باتريك مولر على موقع الاتحاد الأوربي (الإنجليزية)
- باتريك مولر على موقع رابطة كرة القدم الفرنسية للمحترفين (الإنجليزية)
- باتريك مولر على موقع قاعدة بيانات كرة القدم.إي يو (الإنجليزية)
- باتريك مولر على موقع بيانات كرة القدم. دي إي (الألمانية)
- باتريك مولر على موقع ليكيب (الفرنسية)
- باتريك مولر على موقع ناشيونال فوتبول تيمز (الإنجليزية)
- باتريك مولر على موقع Soccerbase.com (لاعب) (الإنجليزية)
- باتريك مولر على موقع Soccerway.com (الإنجليزية)
- باتريك مولر على موقع كووورة